# Archaeomerycidae
Archaeomerycidae é uma família extinta de mamíferos da ordem Artiodactyla. Ocorreu na Ásia do Eoceno ao Oligoceno.

## Taxonomia
O clado foi criado por George Gaylord Simpson em 1945 como uma subfamília da Tragulidae. Em 2000, foi elevado a categoria de família, contendo cinco gêneros. Archaeomerycidae está classificada na superfamília Traguloidea.
- Gênero Archaeomeryx Matthew & Granger, 1925 [Eoceno Inferior da Ásia]
- Gênero Irrawadymeryx Métais et al., 2007 [Eoceno Médio da Ásia]
- Gênero Miomeryx Matthew & Granger, 1925 [do Eoceno Médio ao Oligoceno Superior da Ásia]
- Gênero Notomeryx Qiu, 1978 [Eoceno Superior da Ásia]
- Gênero Xinjiangmeryx Zheng, 1978 [Eoceno Médio da Ásia]